# Pterogenia similis
Pterogenia similis är en tvåvingeart som beskrevs av Malloch 1939. Pterogenia similis ingår i släktet Pterogenia och familjen bredmunsflugor. Inga underarter finns listade i Catalogue of Life.